# Jeholosaurus
Jeholosaurus (Jeholosaurus shangyuanensis) – roślinożerny dinozaur z rodziny hipsylofodonów (Hypsilophodontidae).
Żył w okresie wczesnej kredy (ok. 124 mln lat temu) na terenach wschodniej Azji. Długość ciała ok. 80 cm, wysokość ok. 40 cm, masa ok. 10 kg. Jego szczątki znaleziono w Chinach (w prowincji Liaoning).